# Pietro Zegna
Pietro Zegna (Luino, 1929 – Arona, 2020) è stato uno scultore italiano.

## Produzione artistica
Tra i suoi lavori si ricordano le statue per la cappella Mariani al Cimitero monumentale di Milano, per alcuni cimiteri del Cremasco e per il Santuario di Nostra Signora della Guardia di Ceranesi, nonché il portale centrale della Chiesa di Santa Giustina ad Affori, il monumento ai caduti di tutte le guerre a Luino, la statua di San Francesco di Paola a Montreal (Canada), e l'altare in marmo per il Sacrario ai caduti di tutte le guerre a Salonicco. Sue opere sono conservate presso il Museo Vito Mele di Santa Maria di Leuca.